# Szent Mihály-székesegyház (Kijev)
A Szent Mihály-székesegyház az Ukrajna fővárosában, Kijevben található Szent Mihály aranykupolás kolostor (ukránul: Михайлівський золотоверхий монастир (Mihajlivszkij zolotoverhij monasztir)) fő temploma. A Dnyeper jobb partján, a Szent Szófia-székesegyháztól északkeletre található, a város történelmi belvárosában. Tornyából a Podíl üzleti negyedre nyílik kilátás.
Eredetileg II. Szvjatopolk kijevi nagyfejedelem építtette a középkorban, a kolostor része maga a székesegyház, az 1713-ban épült János evangélista-refektórium, az 1760-ban épült gazdasági kapu és a harangtorony, melyet 1716 és 1719 közt építettek. Az épület külsejét a 18. században építették át ukrán barokk stílusban, a belső megőrizte bizánci jellegét. Az eredeti székesegyházat az 1930-as években a Szovjetunió hatóságai lerombolták, de Ukrajna 1991-es függetlenedése után újjáépítették, 1999 óta ismét látogatható.

## Története

### A 20. századig

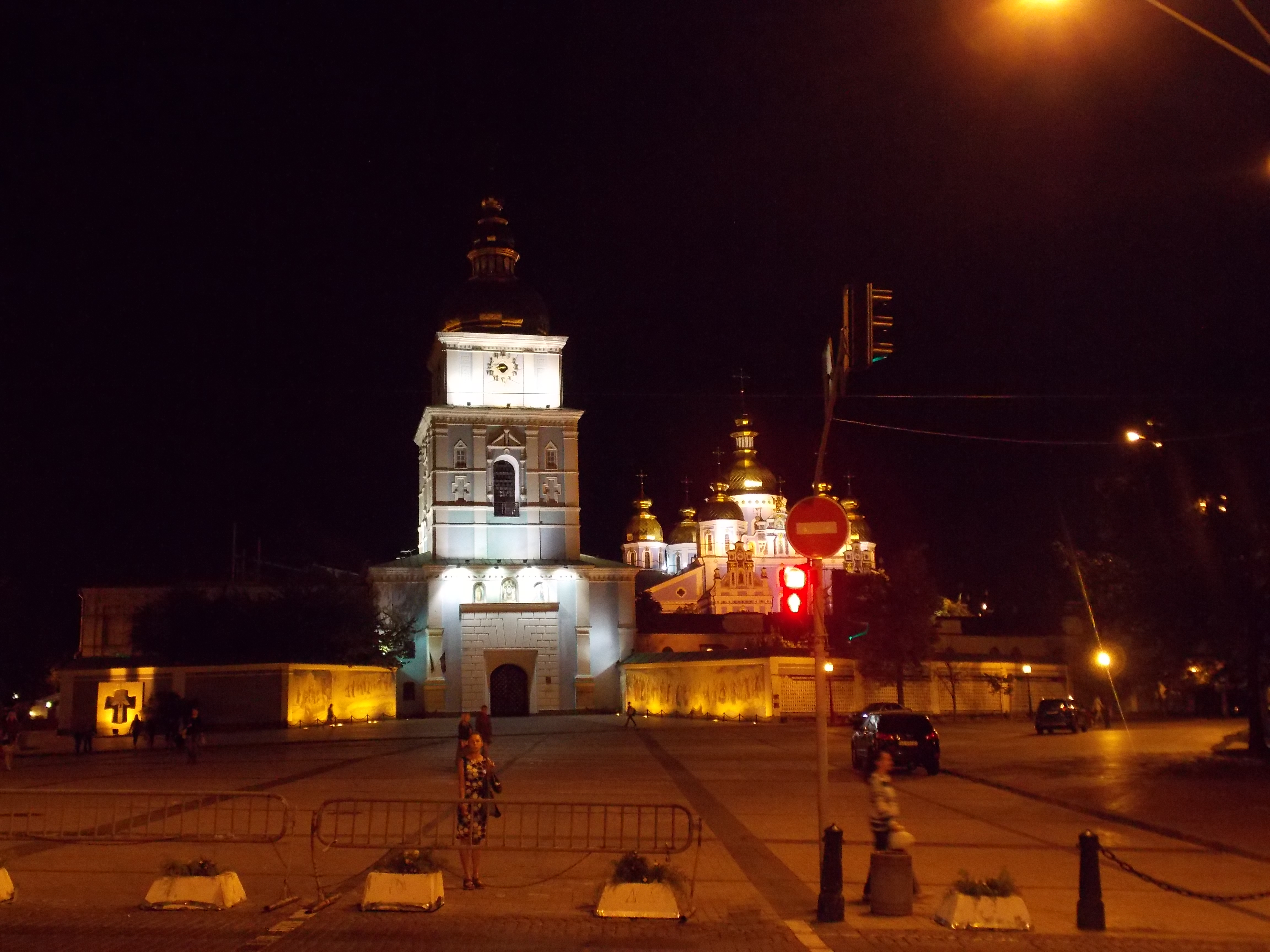
A templom éjszaka

Több kutató úgy véli, először I. Izjaszláv kijevi nagyfejedelem, akinek keresztény neve Demeter volt, építette meg a Szent Demeter-székesegyházat és kolostort Kijev belvárosában, a Szent Szófia-székesegyház közelében, az 1050-es években. Fél századdal később fia, II. Szvjatopolk kijevi nagyfejedelem kezdett a kolostortemplom építéséhez (1108–1113), melyet védőszentjének, Mihály arkangyalnak szentelt. Az építés egyik oka a nomád kunok legyőzése lehetett, Mihály a harcosok és győzelmek patrónusa is volt. 1906-ban középkori ezüst-és aranyékszereket találtak a Trjohszvjatitelszka (Szentháromság) utcán, amelyről a székesegyház nyílik. Az aranyat ma a New York-i Metropolitan Művészeti Múzeumban, az ezüstöt és két öntvényt pedig a londoni British Museumban őrzik. A készlet keletkezési idejét a 11. vagy a 12. századra becslik, valószínűleg a tatárjárás és Kijev 1240-es eleste idején rejtették el.

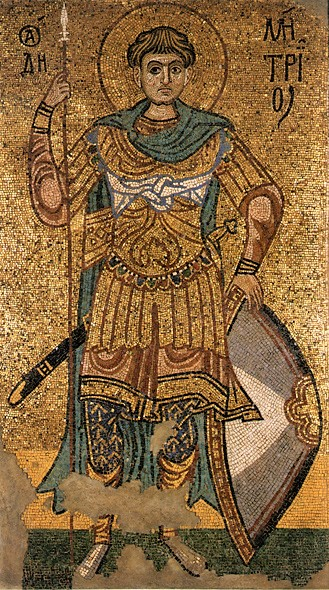
A Szent Demeter-mozaikot II. Szvjatopolk állította édesapja emlékére

A kolostor Szvjatopolk családjának családi kolostorának volt tekinthető, itt vannak többen is eltemetve. (Riválisa, Vlagyimir Monomah a Vidubickij-kolostort támogatta.) A székesegyház kupolája feltehetően az első aranyozott volt, amit a Kijevi Ruszban emeltek, innen kaphatta az „aranykupolás” vagy „aranytetős” jelzőt, melyet később gyakran használtak.
Az 1240-es tatárjárás során a kolostor valószínűleg súlyosan megrongálódott. A tatárok feldúlták a székesegyházat, eltávolították az aranylemezeket. Az elkövetkezendő két évszázadból nincs írásos adat róla. A következő adat 1496-ból származik, ekkor már Szent Mihály-kolostorként említik. (A történészek között sincs konszenzus, hogy ugyanarról az épületről van-e szó.) A 16. század során többször is restaurálták és bővítették, Ukrajna legnépszerűbb és leggazdagabb kolostorai közé lépett. 1620-ban Jov Boreckij ide tette át a kijevi metropolita székhelyét, 1633-tól Iszaja Kopinszkij volt a kolostor felügyelője. Boreckij és Kopinszkij is itt lett eltemetve.

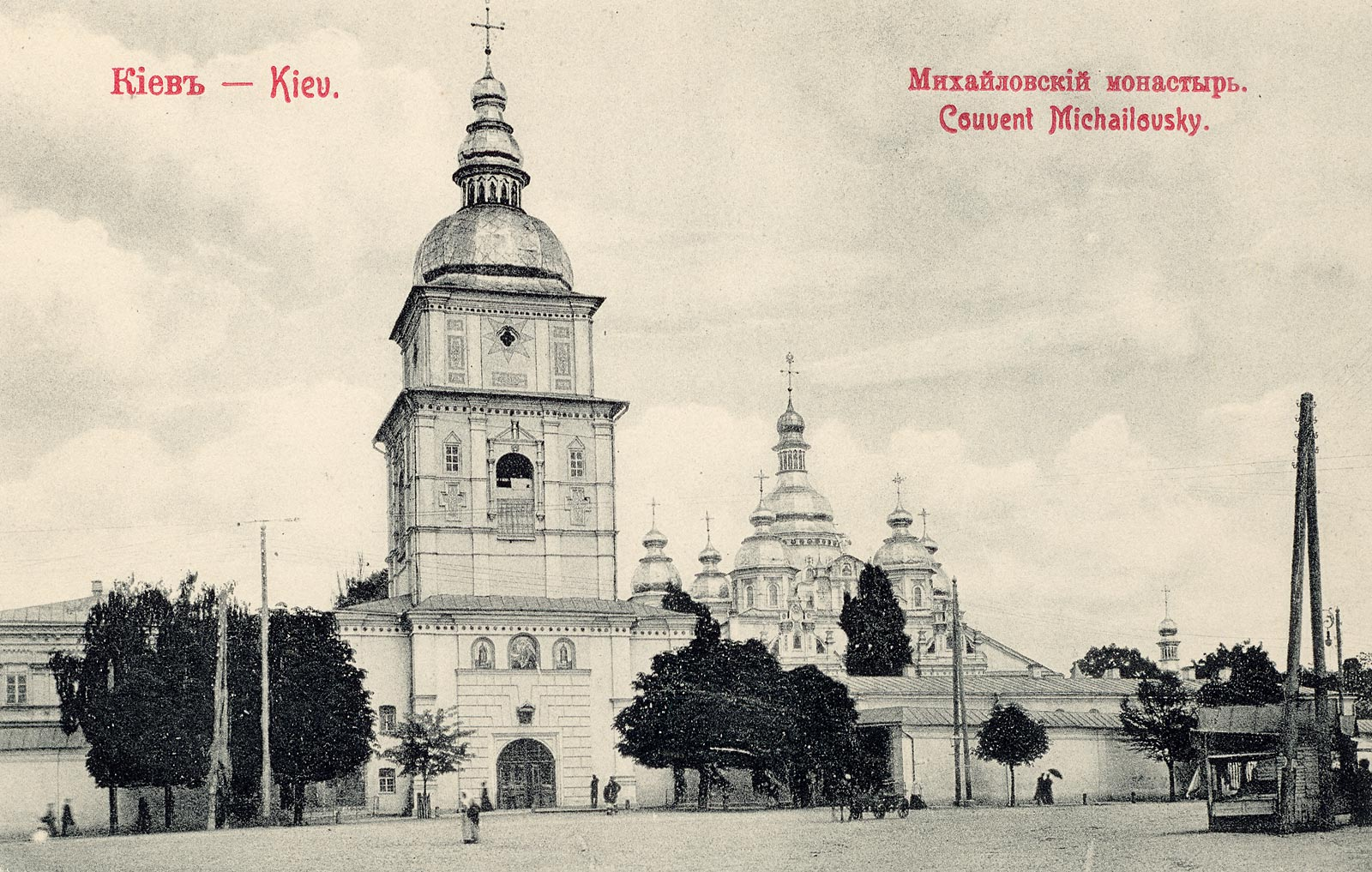
A kolostor az 1900-as évek elején

A kolostor a hetmanok és más jótevők védelmét élvezte az évek során. A zarándokokat főleg Szent Borbála 1108-ban Konstantinápolyból ide szállított ereklyéi vonzották, melyeket II. Szvjatopolk felesége kérésére hoztak a templomba, és Ivan Mazepa hetman által adományozott ezüst ereklyetartóban kaptak helyet. A 17. század végétől minden kedden, a liturgia előtt Szent Borbálát dicsérő énekek hangzottak fel. Habár a 18. század végén a legtöbb kolostort szekularizáltak, itt még a 19. és 20. században is lakott akár 240 szerzetes. 1800 után Csernyigov püspöke lakott itt. Kántoriskola is volt itt, számos jelentős zeneszerző, mint Kirilo Sztecenko vagy Jakiv Jacinevics is itt tanult vagy tanított.
1870-ben nagyjából 100 ezer zarándok tette tiszteletét a kolostorban. Az 1917-es oroszországi forradalmak előtt gyűrűket is készítettek és áldottak meg a kolostorban, ezek az úgynevezett Szent Barbara-gyűrűk igen népszerűek voltak a kijeviek körében. Szerencsehozóként tekintettek rájuk, sokak szerint védtek a súlyos betegségektől és a hirtelen haláltól is. Ezek arra a tényre épültek, hogy az 1710-es és az 1770-es bubópestis és a 19. századi kolerajárványok nem érintették a kolostort.

### A székesegyház és a harangtorony lerombolása

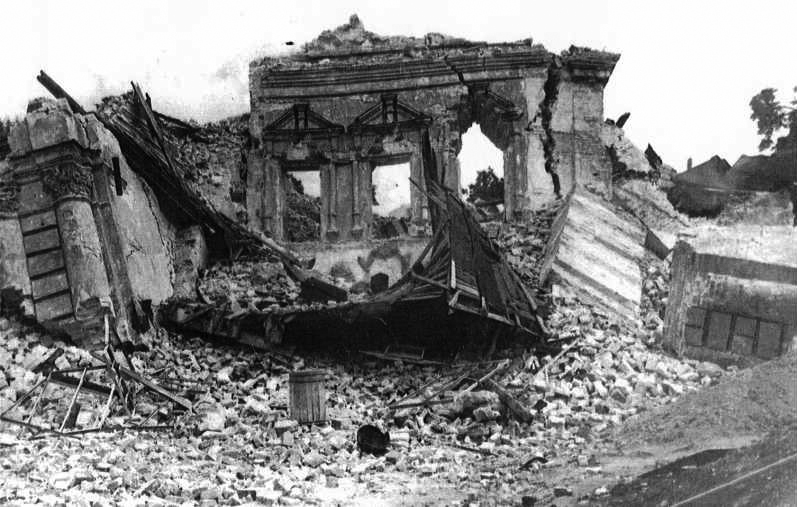
A kolostor, lerombolása után

Az 1930-as évek első felében több szovjet publikáció kérdőjelezte meg a székesegyház korának tényeit. A cikkek kiemelték, hogy a középkori épület több komoly rekonstrukciót átélt, az eredeti bizánci stílusú épületből kevés maradt. Egy terv a kolostor lebontását és az Ukrán Szovjet Szocialista Köztársaság új adminisztratív központjának kialakítását (ez addig Harkovban volt) javasolta. Lerombolása előtt (1934. június 8. – július 9.) két kutató, T. M. Movcsanivszkij és K. Honcsarev, a nagy tisztogatás után újjászervezett Ukrán Tudományos Akadémia Anyagi Kultúra Intézete képviseletében érkezett az épületet tanulmányozni. Kutatásuk eredménye az volt, hogy a székesegyházat nem a 12. században építették át ukrán barokk stílusúvá, mint ahogy azt eredetileg gondolták, ezért nem képvisel történelmi és művészeti értéket. Ez egybehangzott a hatóságok terveivel, a helyi történészek, régészek és építészek meg is egyeztek hamarosan az épület lebontásáról. Csak Mikola Omeljanovics Makarenko professzor állt ellen, ezért börtönbe vetették, ott is halt meg. Ma emlékmű áll tiszteletére a székesegyház falainál.

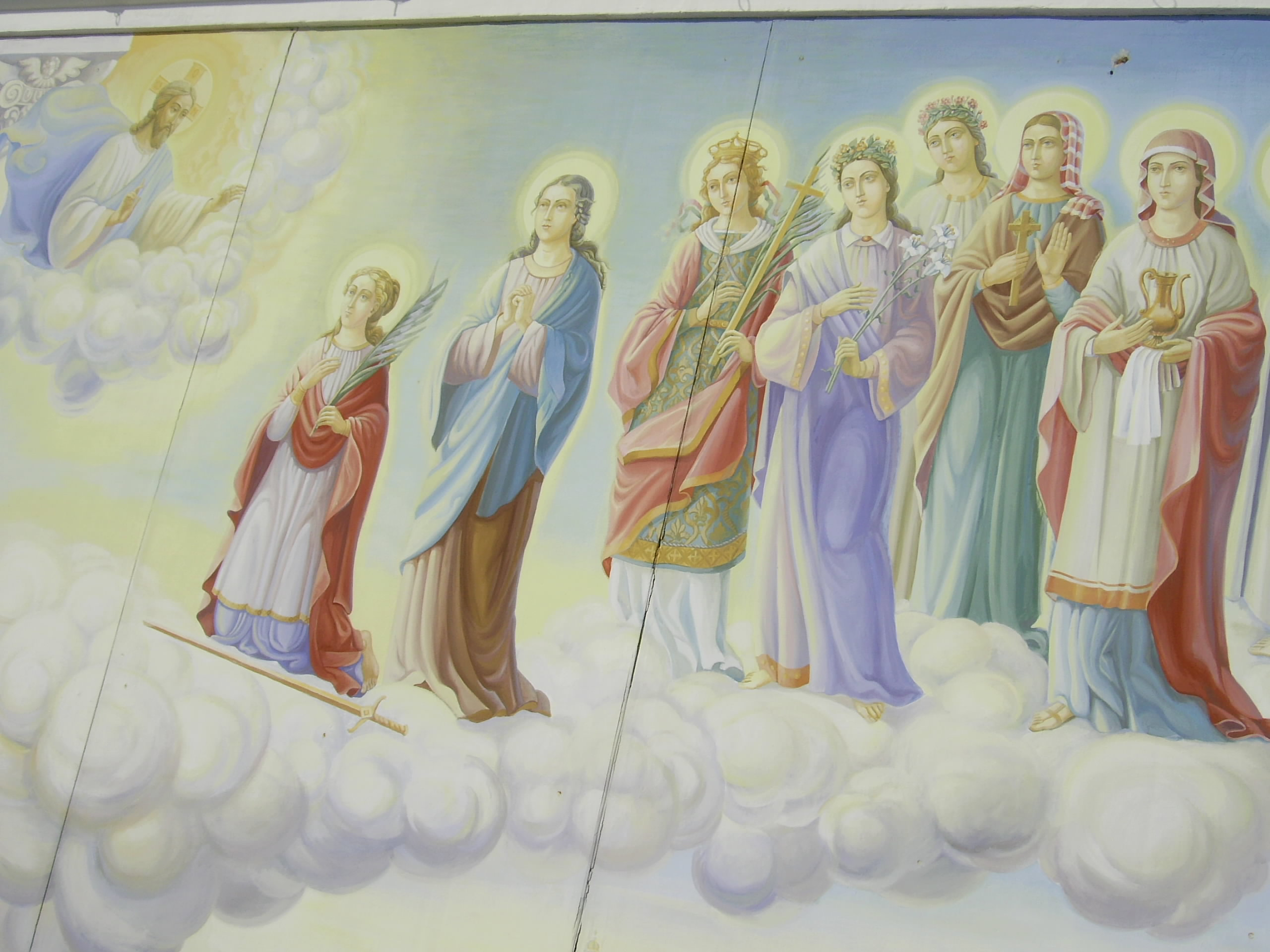
Az ikonosztáz részlete

1934. június 26-án megkezdődött a 12. századi bizánci mozaikok eltávolítása. A leningrádi Szépművészeti Akadémia Mozaik Osztálya végezte el ezt a tevékenységet. A specialistákat sürgette a határidő, így nem tudták a teljes feladatot elvégezni. Az óvatosság ellenére az eltávolított mozaikokat többé nem lehet teljesen autentikusan újjáépíteni.
A fennmaradó, nagyjából 45 négyzetméteres mozaikfelületet elosztották az Ermitázs, az Állami Tretyjakov Galéria és az Orosz Múzeum között. A többi megmaradó mozaikot a Szent Szófia-székesegyház második emeletén állították ki, nem látogatható. A Kijevben maradt elemeket a második világháború során a nácik Németországba szállították, majd az Amerikai Egyesült Államok közvetítésével jutottak vissza.
1935 tavaszán a kupola aranydíszeit is eltávolították. Az ezüst királyi kapukat, Mazepa ereklyetartóit (amelyek két pudot nyomtak) és más értékes tárgyakat külföldre értékesítettek, vagy egyszerűen megsemmisítettek. Hriorji mester ötrétegű ikonosztázát a Szent Szófia-székesegyházba szállították, majd később megsemmisítették. Szent Borbála ereklyéit a Dézsma-templomba, majd annak lerombolása után, 1961-ben a Szent Vlagyimir-székesegyházba vitték.
1936 őszén a székesegyházat és a harangtornyot dinamittal robbantották fel. A kolostor gazdasági kapuját és a szerzetesi falakat szintén lerombolták. A rombolás után az NKVD alapos keresést végzett, értékek után kutatva.
A keletkező üres területet hozzácsapták az Urjadova (Kormány) térre átnevezett Szofijivszka térhez, itt tervezték az új városközpontot és a katonai parádék helyszínét. A szovjet hatóságok pályázatot írtak ki építészeknek az üres terület hasznosítására, Ioszif Lanhbard például egy hatalmas Lenin-szobrot képzelt el ide. A teret téglalap formájúra tervezték, aminek a szélén a kormányzati épületek állnak. Négy oszlopot is állítottak volna, melyeken munkások, parasztok és forradalmárok (zászlóval a kezükben) szobrai álltak volna. Több építész a Szent Szófia-székesegyház és az előtte álló Bohdan Hmelnickij-szobor lerombolását javasolta.
Az egyetlen épület, ami a kolostor helyén elkészült a második világháború előtt, ma a Külügyminisztériumnak ad otthont. A székesegyház helyére tervezett központi épület munkálatainak kezdetét 1938 tavaszán elhalasztották, mivel a hatóságok nem voltak megelégedve a tervekkel. Az épület sosem valósult meg. Később a hely sportkomplexummá alakult, tenisz- és röplabdapálya is volt, a sportolni vágyók a refektóriumban öltözhettek át.

### Megőrzése és rekonstrukciója

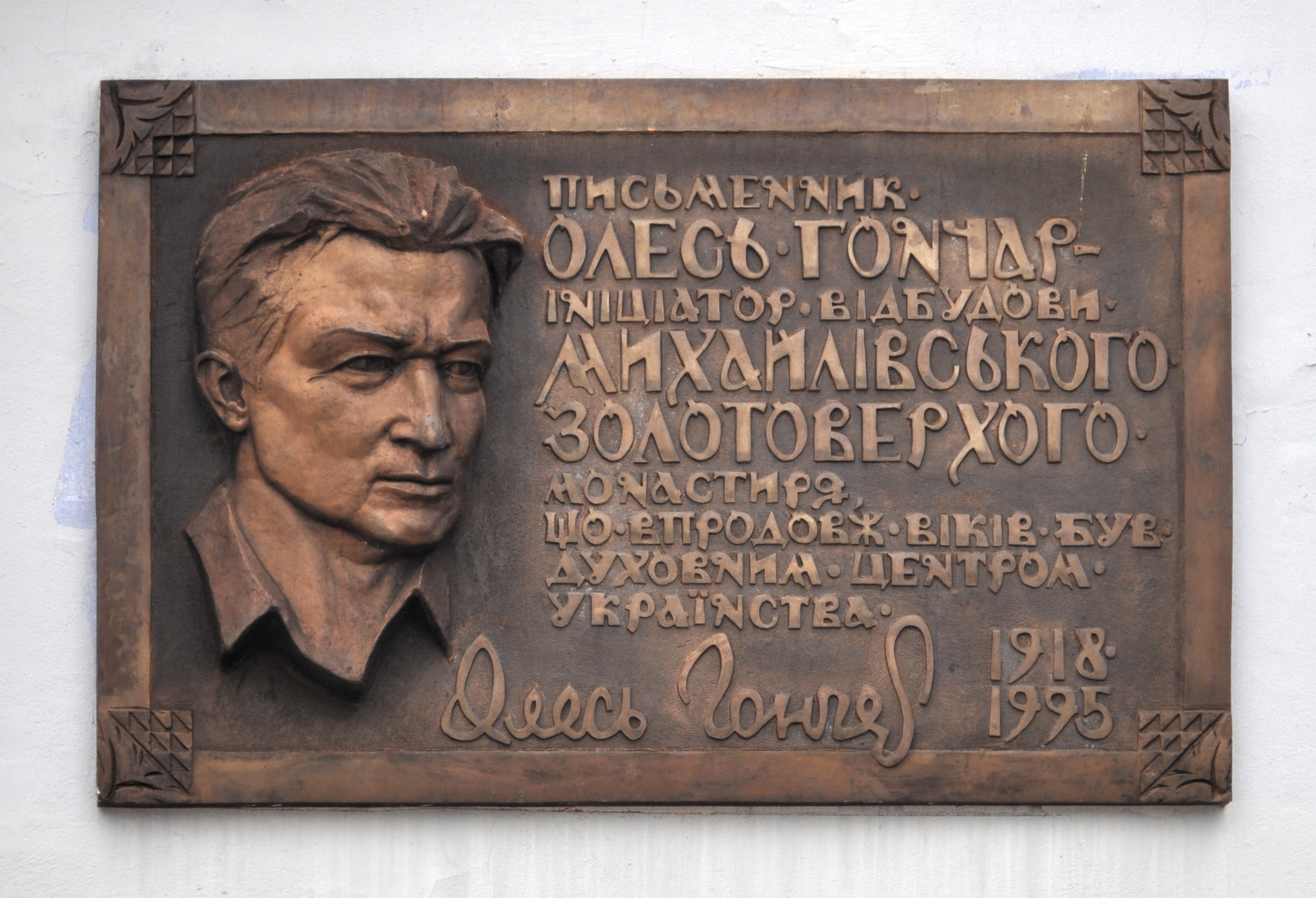
Az újjáépítést kezdeményező Olesz Terentyijovics Honcsar emléktáblája

1963 augusztusában a lerombolt kolostor, barokk kupolája nélkül, az Ukrán SZSZK építészeti műemléke lett. 1973-ban a Kijevi Városi Tanács több „régészeti megőrzési zónát” jelölt ki a városban, ilyen volt a kolostor körüli is. Azonban nem esett bele az „Ókori Kijev” történelmi-régészeti parkmúzeuma tervezett helyére, melyet A. M. Miletszkij tervezett, konzultánsai M. V. Koszolenko és P. P. Tolocsko voltak.
Az 1970-es években I. Melnik, A. Zajika, V. Korol építészek és a mérnök A. Koljakov rekonstrukciós tervet dolgozott ki. A tervek csak a Szovjetunió felbomlása után léphettek megvalósítási szakaszba.

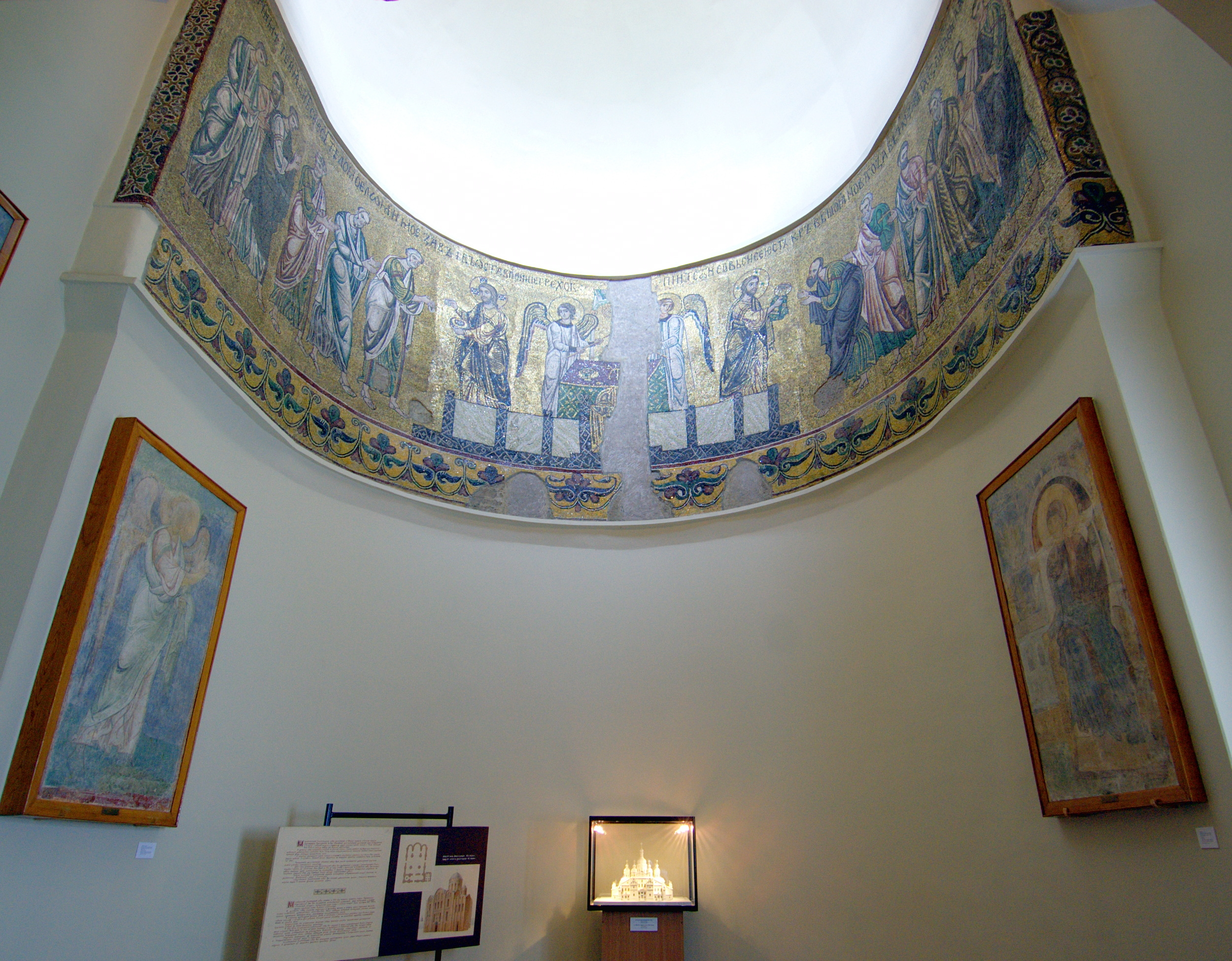
Az Eukarisztika-mozaik a Szent Szófia-székesegyház 2. emeletén

Miután Ukrajna 1991-ben függetlenné vált, a kolostor lebontását bűnnek látták, felerősödtek a teljes rekonstrukciót hirdető hangok, akik az ukrán nép kulturális öröksége fontos részének tartották az épületet. A terveket 1997 és 1998 között fogadták el és hajtották végre, a székesegyház és a harangtorony később az ukrán ortodox egyház kijevi patriarchátushoz került át. Jurij Ivakin vezető régész elmondása szerint több mint 260 értékes műkincset találtak az építkezést megelőző ásatások során. A régi katedrális egy része is állt még, amely a mai székesegyház kriptájaként szolgál.
A városi hatóságok segítségével J. Loszitszkij építész-restaurátor és mások újjáépítették a nyugati kőfalakat. Ezután a harangtorony következett. Az eredeti zenélő óra helyett modern elektromos szerkezetet szereltek be mutatókkal, és 40-féle dallammal, melyeket híres ukrán zeneszerzők szereztek. Minden órában különböző dallamot hallatnak. Utoljára a székesegyházat rekonstruálták, barokk faikonokkal, a korábbi mozaikok másolataival és ukrán művészek új munkáival díszítették.
Az újjáépített Szent Mihály aranykupolás székesegyházat 1999. május 30-án nyitották meg. A belső dekorációk és freskók azonban csak 2000. május 28-ára készültek el. Az oldalkápolnákat 2001-ben Szent Borbála és Alexandriai Szent Katalin tiszteletére szentelték fel. A következő négy évben a 29 mozaikból 18-at, és más műalkotásokat is visszahoztak ide Moszkvából, az ukrán és orosz hatóságok közötti hosszas vita után. 2006 végére az összes freskót sikerült a szentpétervári Ermitázsból ide szállítani. Egy speciális megőrzési helyre tették őket, ami nem az egyház, hanem az önkormányzat tulajdonában van.
Az Euromajdan idején, 2013. november 30-án a Berkut egységei elöl menekülő tüntetők a kolostorban találtak menedéket. 2013. december 11-én éjszaka a tatárjárás óta először verték félre a harangokat. 2014. január 26-án a katedrálisban tartották a meggyilkolt Euromajdan-aktivista, Mihajlo Mihajlovics Zsiznevszkij megemlékezését.

## Látnivalók

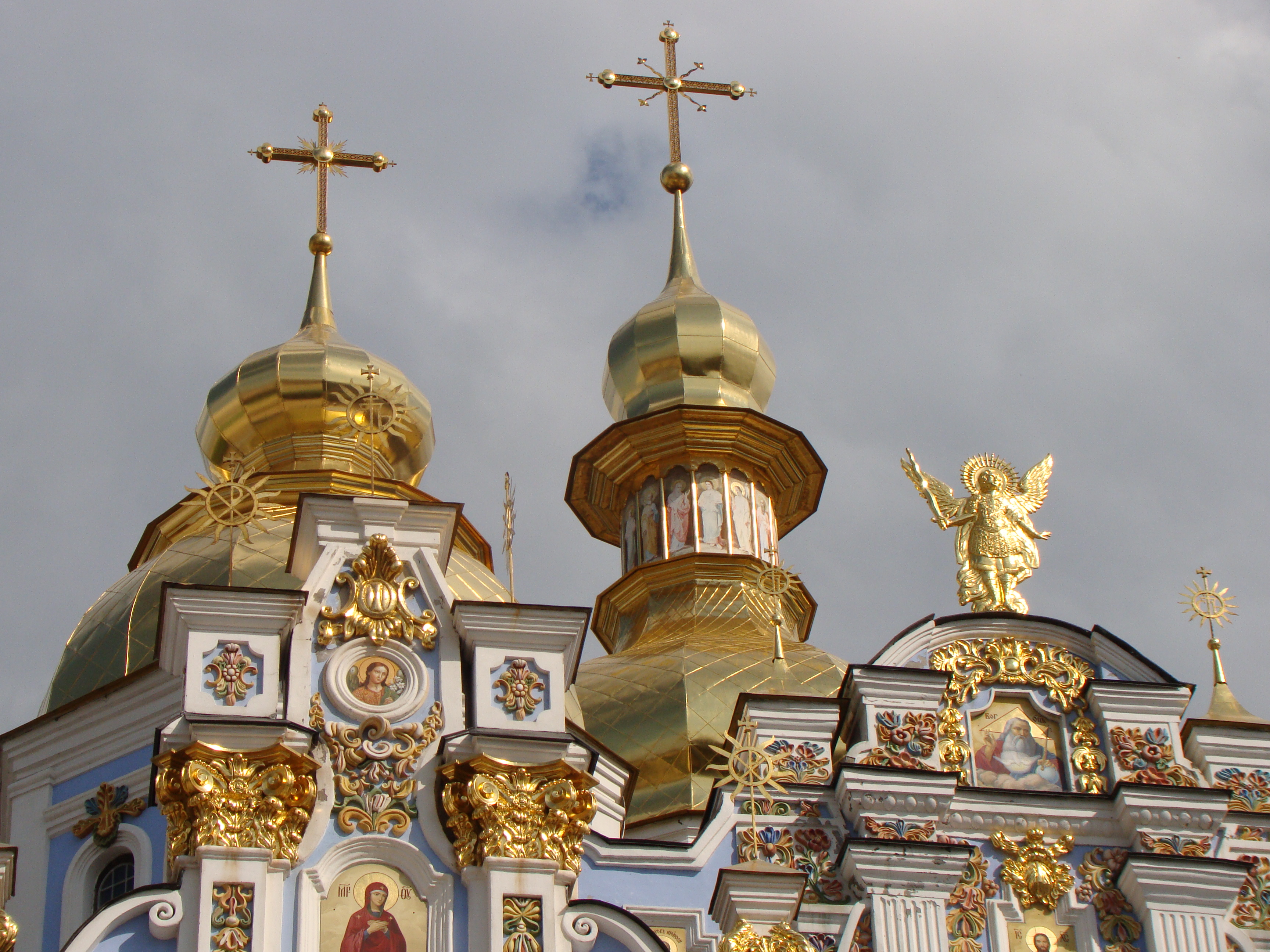
Mihály arkangyal szobra

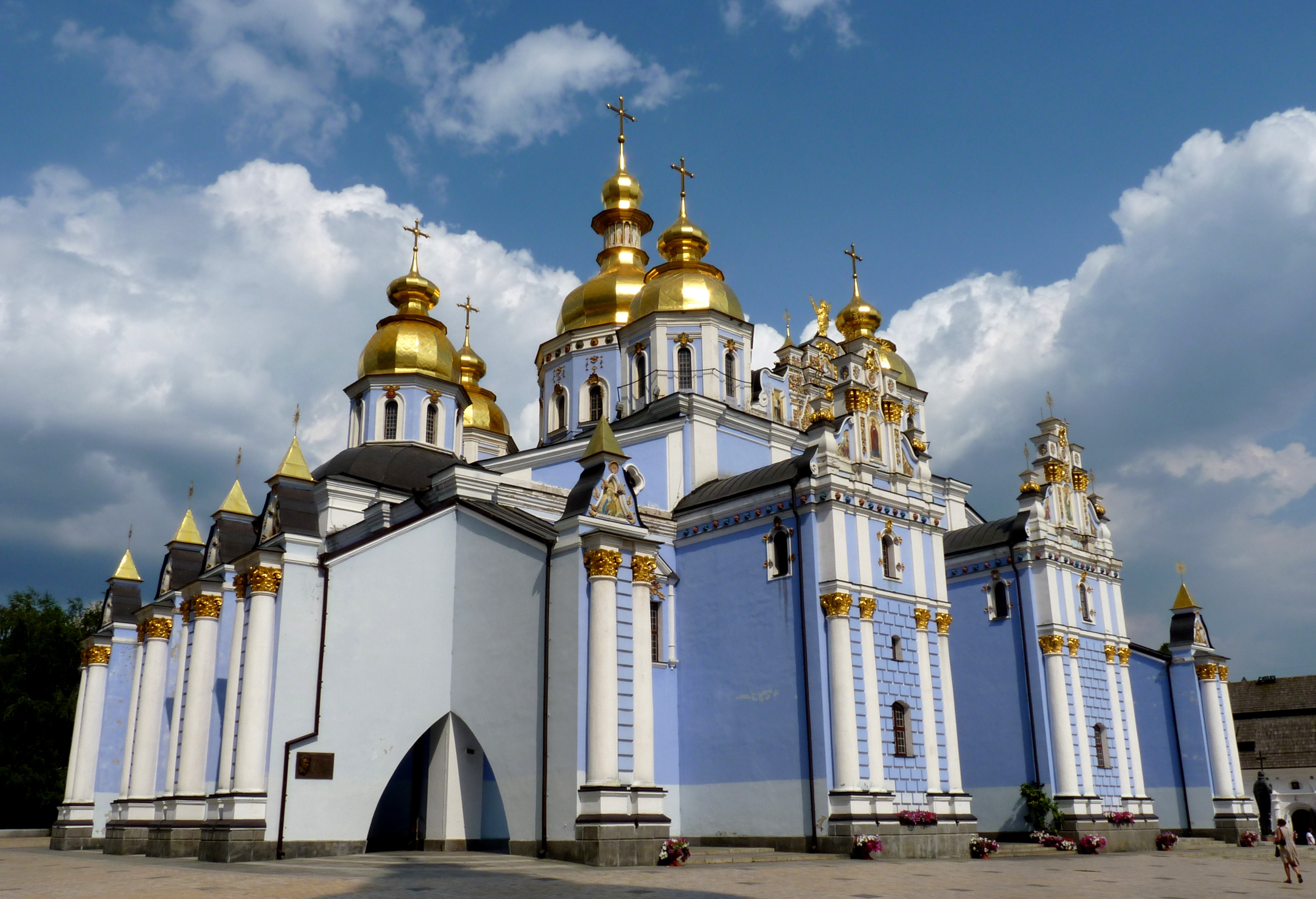
Napfényben csillogó kupolák

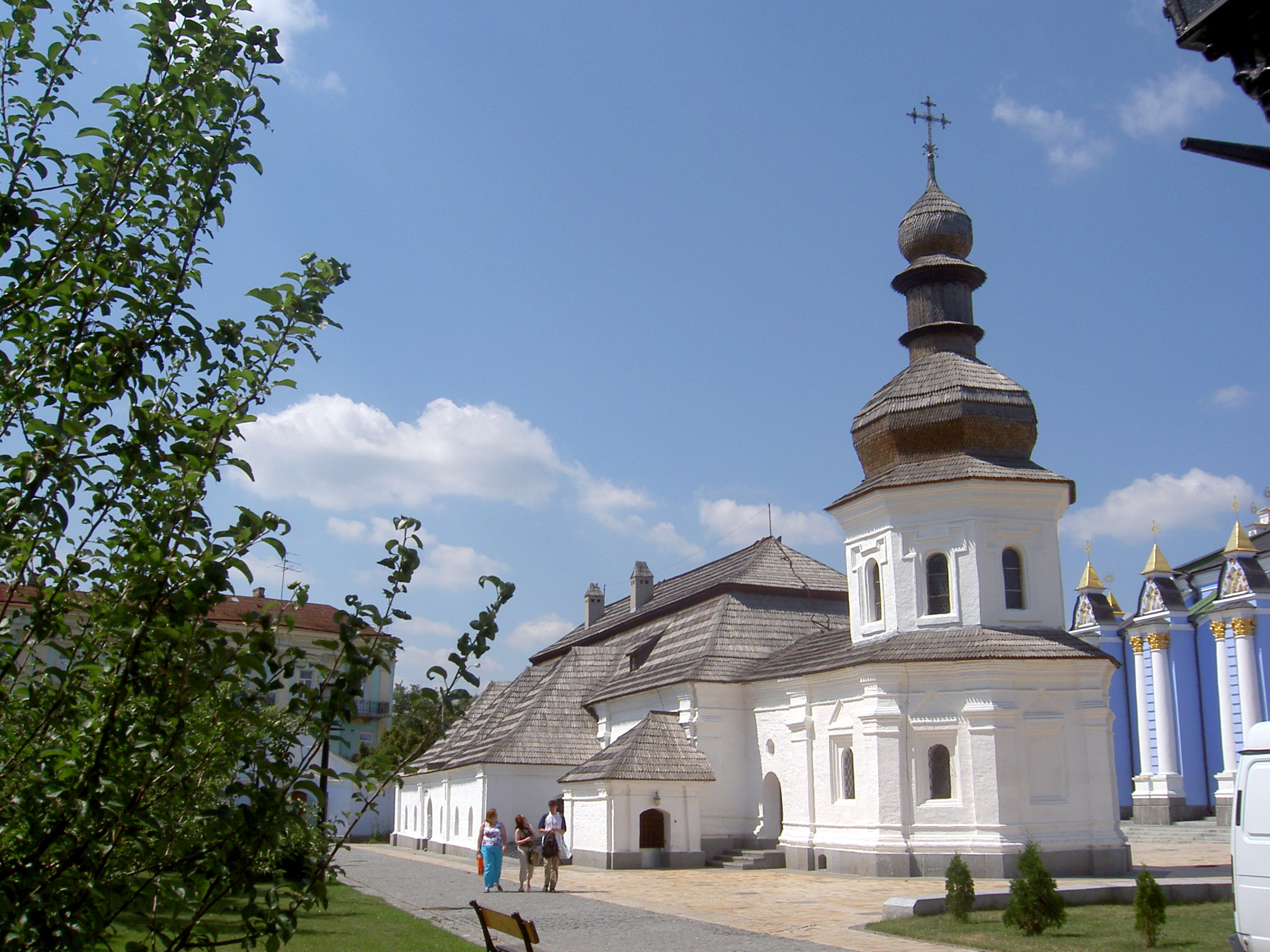
János evangélista-refektórium

### Szent Mihály aranykupolás székesegyház
A kolostor szakrális építészete egyaránt tartalmaz bizánci és barokk elemeket. A Szent Mihály aranykupolás székesegyház (ukránul: Михайлівський Золотоверхий Cобор) a kolostor fő temploma, 1108 és 1113 között építtette II. Szvjatopolk kijevi nagyfejedelem. Ez volt a legnagyobb a Szent Demeter-kolostor három temploma közül.
Az eredeti székesegyház mintájául a Pecserszka Lavra Nagyboldogasszony-székesegyháza szolgálhatott. A Kijevi Rusz idején, görög kereszt formában építették, hat oszlopa és szentélye volt. Egy talán keresztelőkápolnaként működő kicsinyített templom is található itt, délről csatlakozva a székesegyházhoz. Torony is volt, amelyben a karzatra vezetett lépcső, amit a kor szokásai szerint nem a főhajóban, hanem a narthexben alakítottak ki. Feltehetően egy kupolája volt, illetve a tornyot és a keresztelőkápolna felett is egy-egy kupola volt található. A belsőépítészet fényét kitűnő mozaikok emelték, amelyek talán az egész Rusz legkitűnőbbjei voltak.
Amikor a 17. század vége és a 18. század eleje idején újjáépítették Kijev középkori templomait ukrán barokk stílusban, a székesegyházat is jelentősen megnövelték és renoválták. 1746-ra kapta meg új barokk külsejét, de a belső bizánci maradt. Az eredeti egyetlen kupola mellé további hat új kupola is épült, a falakon megnövekedett nyomást támpillérek építésével ellensúlyozták. A fennmaradó középkori falakat mészkővel és lapos téglákkal vastagították meg, stukkóval borították, ami Ivan Hrihorovics Hrihorovics-Barszkij munkáját dicséri.
A templomban ötrészes ikonosztáz található, melyet Pavlo Petrovics Szkoropadszkij hetman adományozott, a csernyigovi Hrihorji Petriv készítette 1718-ban. A 18. és 19. században csaknem az összes bizánci mozaikot és freskót lefestettek. A 19. század végén restauráció folyt, az épen maradó részeket elszállították. Azonban ezidáig nem volt komoly feltárás, ezért elképzelhető, hogy az újabb rétegek alatt még fellelhetők középkori freskók és mozaikok.

### János apostol-refektórium
A kolostor refektóriuma téglalap formájú, egyik oldalán a testvérek étkezője, konyhák és kamrák találhatóak. A Teológus János-templom keletről csatlakozik hozzá. Kívülről szegmentált pillérek emlékeztetnek a hagyományos keleti ortodox egyházi építészetre. A refektórium 1713-ban épült, előtte fából készült épület állt itt. A belsőt 1827–1837 közt átdolgozták, majd 1976–1981 között restaurálták.

## Fordítás
- Ez a szócikk részben vagy egészben  a   St. Michael's Golden-Domed Monastery című angol Wikipédia-szócikk ezen változatának fordításán alapul.  Az eredeti cikk szerkesztőit annak laptörténete sorolja fel. Ez a jelzés csupán a megfogalmazás eredetét és a szerzői jogokat jelzi, nem szolgál a cikkben szereplő információk forrásmegjelöléseként.

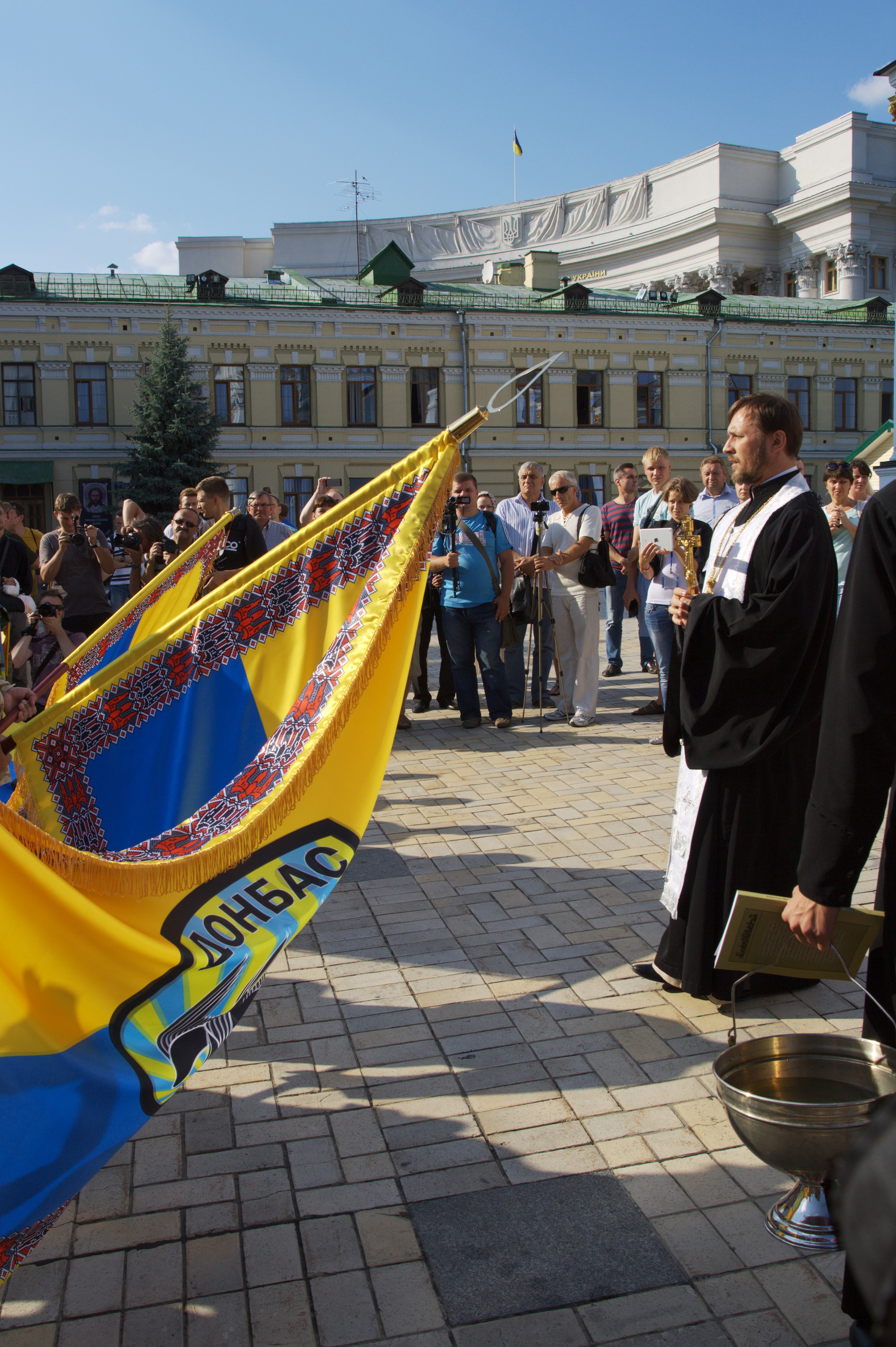
A donbaszi zászlóalj zászlóinak megáldása

- Ez a szócikk részben vagy egészben  a(z)   Михайлівський Золотоверхий монастир című ukrán Wikipédia-szócikk ezen változatának fordításán alapul.  Az eredeti cikk szerkesztőit annak laptörténete sorolja fel. Ez a jelzés csupán a megfogalmazás eredetét és a szerzői jogokat jelzi, nem szolgál a cikkben szereplő információk forrásmegjelöléseként.